# Daimler Motor Company

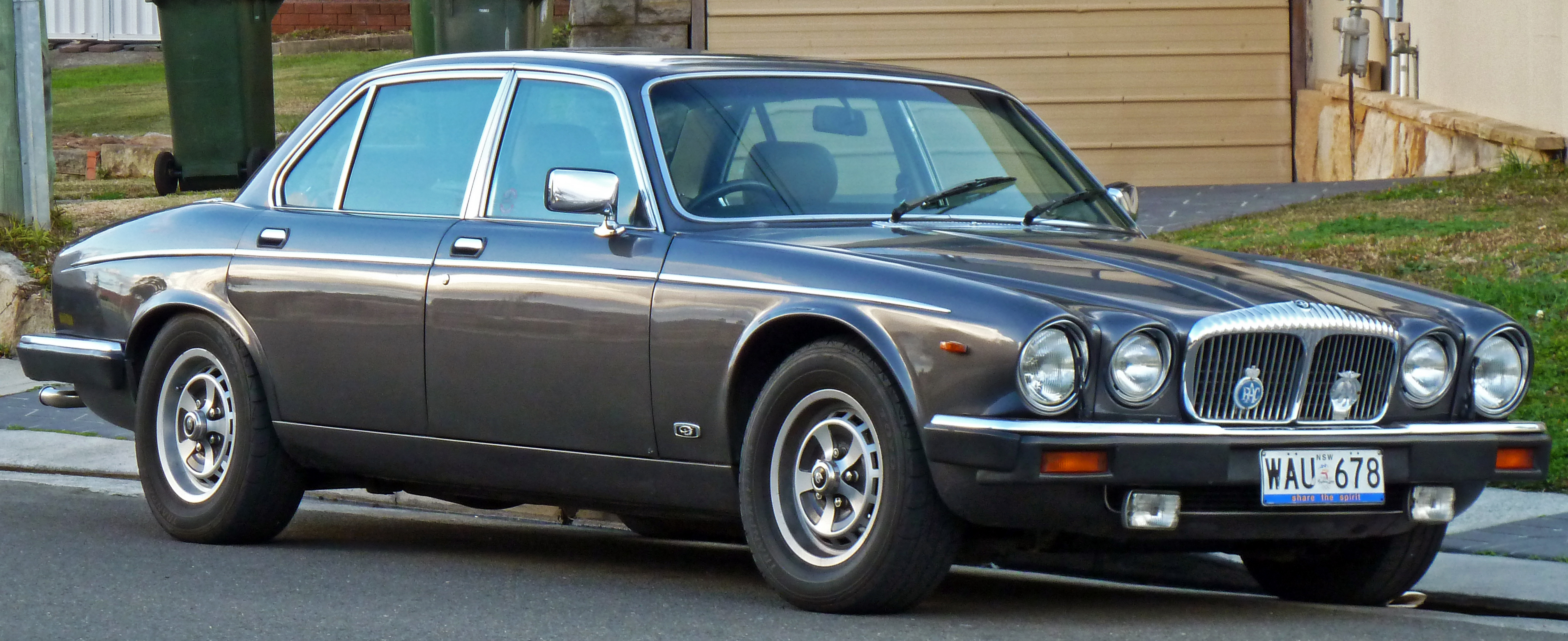
Daimler Double Six z 1987 roku

Daimler Motor Company – przedsiębiorstwo założone w 1896 roku przez Fredericka Richarda Simmsa, który otrzymał w 1893 licencję na import silników i samochodów przedsiębiorstwa Daimler-Motoren-Gesellschaft i używanie nazwy Daimler na terenie Wielkiej Brytanii.
W latach 90. pod marką Daimler sprzedawane były bardziej ekskluzywne odmiany samochodów Jaguar, od których z zewnątrz różniły się jedynie detalami (np. charakterystyczną karbowaną górną krawędzią atrapy wlotu powietrza do silnika).